# 生产力软件
生產力軟體（也稱為個人生產力軟體或辦公室生產力軟體）是用於產生資訊的應用軟體，包括产生文档、演示、工作表、数据库、图表、信息图形、数字化绘图、电子音乐、数字视频等。典型如办公套件。
其名稱來源於該軟體可提高生產力，尤其指個別辦公室職員的生產力，範圍涵蓋打字員到知識型員工，不過現在所指的範圍變得更加廣泛。Office套件即為生產力軟體的核心範例，它在1980年代將文書處理、電子表格和關聯資料庫程式引入桌上型電腦，與1980年代以前的打字機、文件歸檔、手寫清單和帳簿等辦公環境相比，大幅提升生產力，徹底改變了辦公室。在美國，現在有大約78%的「中等技能」職業（要求高中以上、大學以下文憑的職業）需使用生產力軟體。在2010年代，隨著電腦越來越融入日常個人生活，生產力軟體比以前更加消費化。
常见的生产力软件包括：
- 文字处理器
- 工作表
- 演示软件（英语：Presentation program）
- 数据库软件
- 图形套件（英语：Graphics suite）
- 桌面出版软件
- 公式編輯器
- 图解软件
- 電子郵件用戶端
- 通信软件
- 个人信息管理系统
- 笔记软件
- 群件
- 項目管理軟件
- 网站日志分析软件（英语：Web log analysis software）